# 瓦尼卡区
瓦尼卡区（荷蘭語：Wanica）是苏里南的一个区，位于该国北部，西邻萨拉马卡区，南邻帕拉区，东邻科默韦讷区，北邻大西洋、帕拉马里博区。总面积444 km²，总人口76,320。区治位于莱利多普。

## 行政区划
瓦尼卡区分为7个次分区。
1. ↑   (PDF).   [27 May 2020]. （原始内容 (PDF)存档于23 December 2021）.